# Ляды (Пеновский район)
Ляды — деревня в Пеновском районе Тверской области России. Входит в состав Чайкинского сельского поселения.

## География
Расположена на реке Кудь, в 16 км по прямой и в 23 км по автодорогам к северо-западу от районного центра.

## История
В деревне жил участник Цусимского сражения Михаил Федосеевич Виноградов.

## Население
| 2010 |
| ---- |
| 0    |

Согласно результатам переписи 2002 года, в национальной структуре населения русские составляли 100 % от общей численности населения в 3 чел.. Согласно переписи 2010 года, в Лядах нет постоянного населения, но деревня не является покинутой, в ней еще остались дома, заселенные в летний период.

## Транспорт
Деревня доступна автотранспортом. 